# Остервальд
Остервальд (нем. Osterwald) — община в Германии, в земле Нижняя Саксония.
Входит в состав района Графство Бентхайм. Подчиняется управлению Нойенхаус. Население составляет 1180 человек (на 31 декабря 2010 года). Занимает площадь 33,38 км².
| Год  | Население |
| ---- | --------- |
| 1990 | 1213      |
| 1995 | 1209      |
| 2000 | 1193      |
| 2005 | 1175      |
| 2010 | 1163      |